# 중국상용항공공사

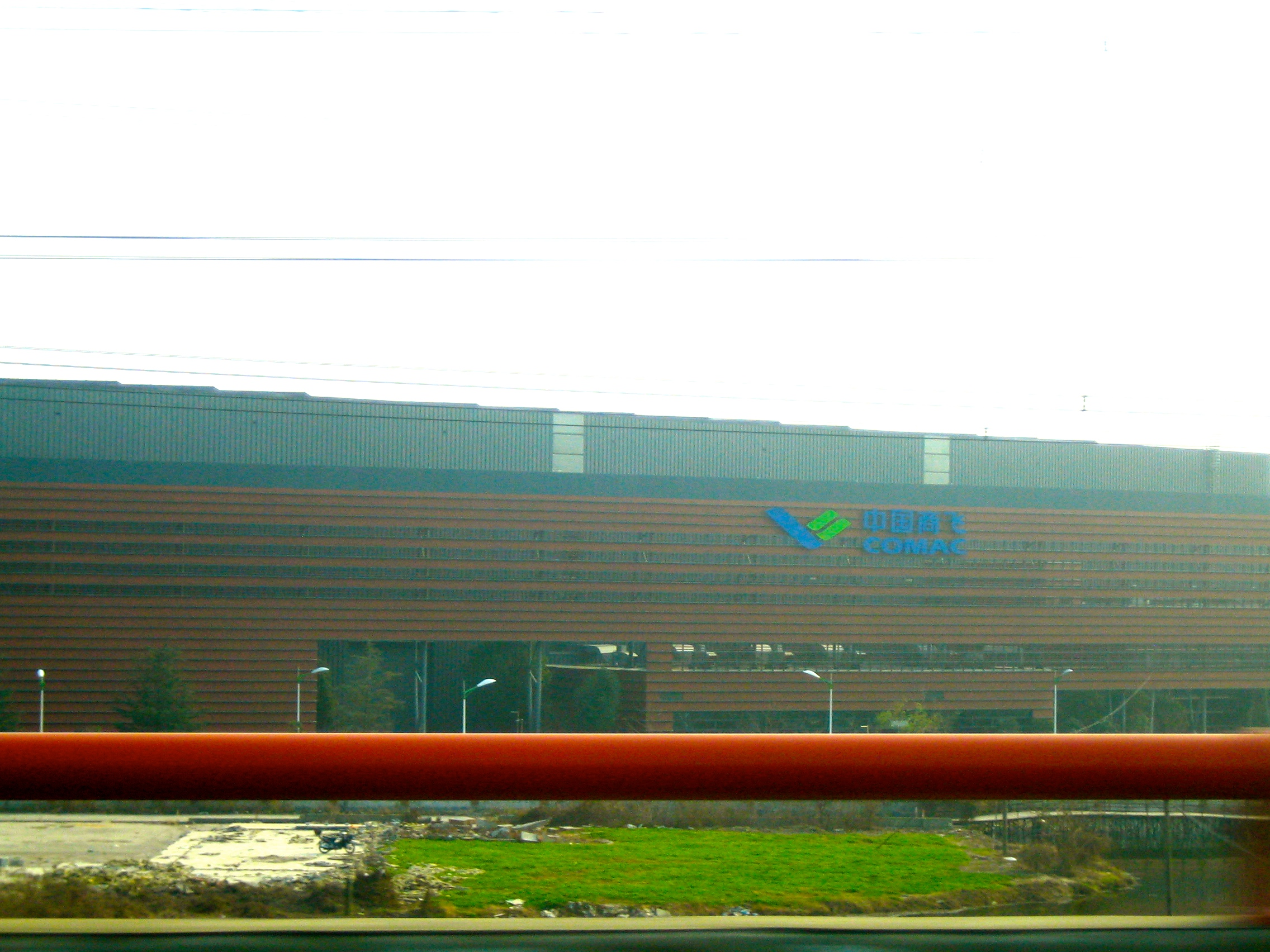
COMAC 공장

중국상용항공공사(중국어: 中国商用飞机责任公司), 중국상용항공기공사 또는 코맥(COMAC, Commercial Aircraft Corporation of China, Ltd.)은 중국 국유의 항공우주 제조 기업으로, 중국 상하이시에 2008년 5월 11일 설립되었다. 본사는 상하이 푸둥 신구에 위치해 있다. 이 기업은 150명 이상의 승객을 수용할 수 있는 대형 승객용 항공기의 설계사이자 제작사이다.
마케팅되는 최초의 제트기는 코맥 ARJ21과 코맥 C919이다. C919는 최대 168석까지 수용이 가능하다.

## 협업

### 봄바디어
2011년 3월 24일, 코맥과 캐나다 기업 봄바디어는 상용 항공기의 장기간의 전략적 협업을 위한 동의를 계약했다.
프로그램에 포함된 제품들은 다음과 같다:
- 봄바디어 CRJ 시리즈
- 봄바디어 C 시리즈
- 봄바디어 Q 시리즈
- 코맥 ARJ21
- 코맥 C919